# 11-а СС доброволческа танково-гренадирска дивизия СС Нордланд
11-а СС доброволческа танково-гренадирска дивизия СС Нордланд (на немски: Kampfverband Waräger, Germanische-Freiwilligen-Division, SS-Panzergrenadier-Division 11 (Germanische)), още позната като 11. SS-Freiwilligen-Panzergrenadier-Division Nordland, е германска Вафен СС танково-гренадирска дивизия, създадена от чуждестранни доброволци.

## Командири
- СС Бригадефюрер Франц Аугсбергер
- СС Групенфюрер Фриц Фон Шолц
- СС Бригадефюрер Йохим Зиглер
- СС Бригадефюрер Густав Крукенберг